# Звіробій гірський
Звіробій гірський (Hypericum montanum L.) — багаторічна трав'яниста рослина родини звіробійних.

## Біологічний опис

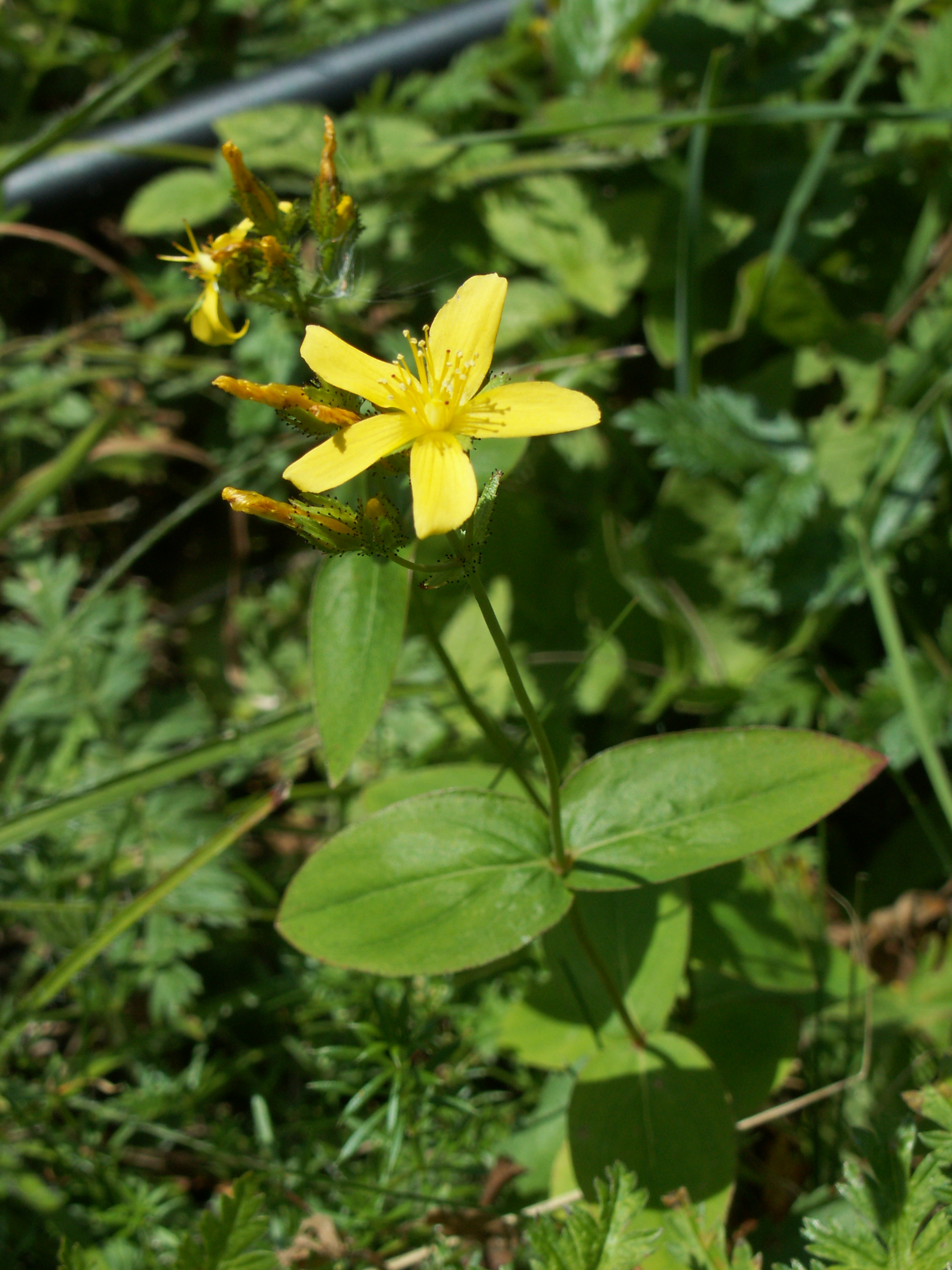

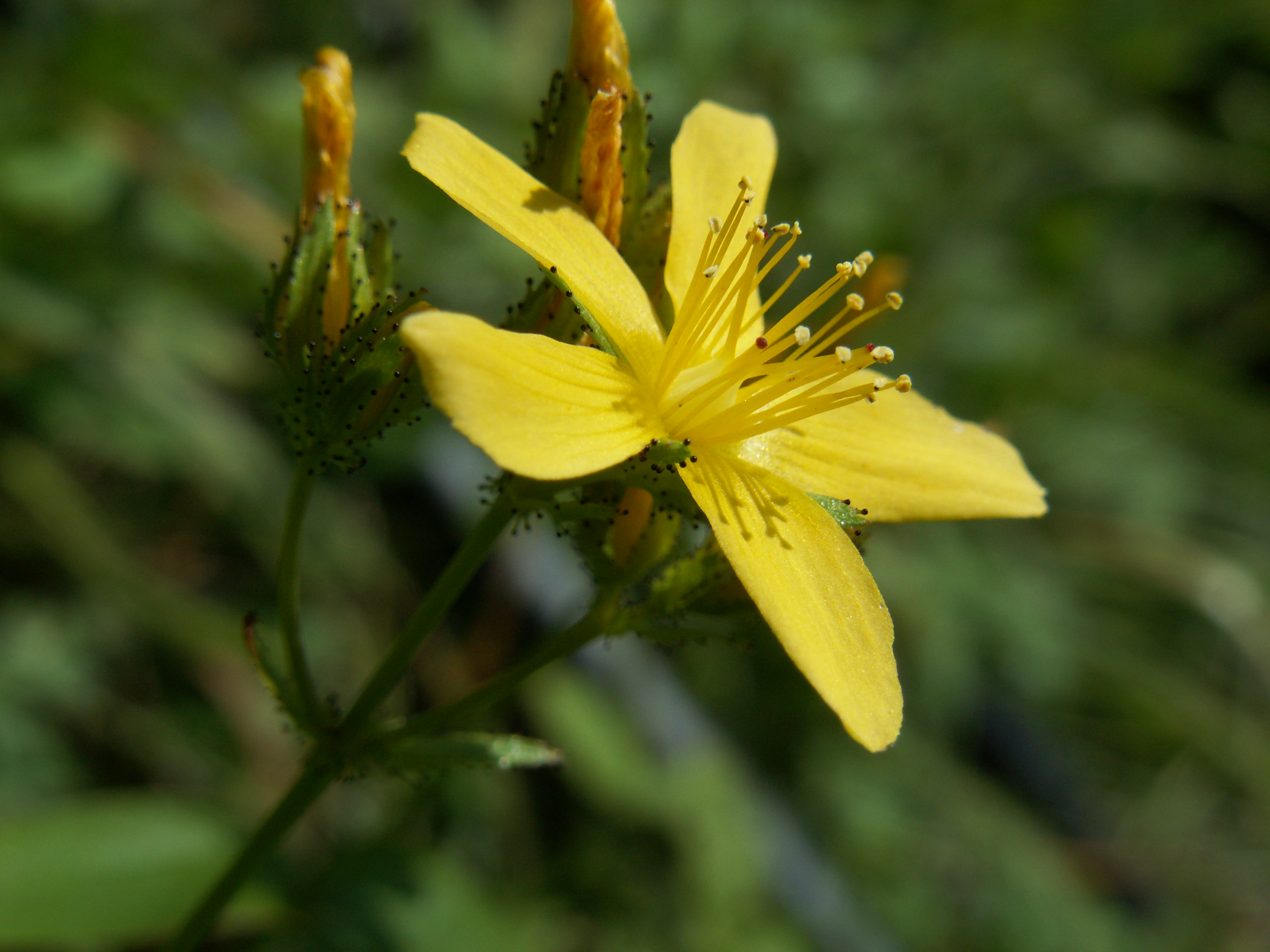

Багаторічна трав'яниста рослина висотою 20–60 см. Стебла прості, рідко слаборозгалужені, часто звивисті, голі. Листя досить великі, довжиною 2–6 см і шириною 0,5–2,3 см, яйцеподібні або довгасто-яйцюваті, на верхівці загострені, сидячі, більш-менш стеблеобгортаючі, по краю більш-менш відігнуті вниз, сизуваті, знизу з рідкісними точковими залозками по краю. Квітки по 1–7 в напівпарасольках, зібраних в складну яйцювату волоть. Чашечка в 2–2,5 рази коротше віночка, чашолистки гострі, зубчасто-залізисті, з сплощеними залозками. Пелюстки довгасто-овальні, золотисто-жовті, без світлих точкових поверхневих залозок. Коробочка широкояйцеподібна, поздовжньо-бороздчата. Насіння дрібне.

## Ареал
Основна частина ареалу охоплює більшу частину Європи (за винятком північних, східних і південно-східних районів):
- Північна Європа: Данія, Фінляндія, Норвегія, Швеція, Велика Британія (Англія)
- Середня Європа: Австрія, Бельгія, Чехія, Німеччина, Угорщина, Люксембург, Нідерланди, Польща, Швейцарія
- Східна Європа: Білорусь, Естонія, Україна
- Південно-Східна Європа: Боснія і Герцеговина, Хорватія, Італія (включно з Сардинією), Румунія, Словенії
- Південно-Західна Європа: Франція (включно з Корсикою), Португалія, Іспанії
- Кавказ (Грузія)
- Північна Африка (Марокко)
- Західна Азія (Туреччина)

В Україні поширена на Поліссі, у північній частині Лісостепу, в Карпатах. В Криму відмічений тільки для гори Кастель.

## Місця зростання
Світлі розріджені дубові, березові і сосново-широколистяні ліси (в основному орлякового типу), лісові галявини, узлісся, заростаючі вирубки, просіки, облісенні корінні береги річок. Віддає перевагу злегка затіненим, що добре прогріваються ділянкам. Тяжіє до долин великих річок, де зустрічається на моренних схилах, а також на моренно-горбистих ландшафтах. Кальцефільний вид.

## Біологія
Цвіте у червні — серпні. Ентомофіл. Розмноження насіннєве. Насіння дозріває в липні — серпні. Баліст.

## Охорона
Охороняється в наступних регіонах:
- Республіка Білорусь
- Східна Фенноскандія
- Україна, Полтавська область
- Естонська Республіка
- Литва[3]

## Основні фактори загрози
Визначальний — антропогенний: господарське освоєння територій, вирубка лісів, надмірна пасіння худоби, застосування на прилеглих територіях отрутохімікатів. Додатковий — природний: природна зміна рослинності, що супроводжується зміною режиму освітленості (вид може різко скорочувати чисельність при високій зімкнутості крон деревно-чагарникового ярусу).

## Використання
З лікувальною метою використовуються квітки. Рослина містить кверцетин, кемпферол, кверцитрин, ефірну олію, гіперицин. Настій квіток на Кавказі використовується як антигельмінтний засіб.